# Radio Televisión Ichilo
Radio Televisión Ichilo es una estación radiotelevisiva boliviana ubicada en Yapacaní, ciudad del oeste del departamento de Santa Cruz. Propiedad de sacerdotes salesianos; su planta televisora se considera como independiente de facto, pero retransmite algunos programas de la red Unitel.

## Historia
Radio Ichilo inició sus transmisiones el 6 de agosto de 1981, luego de la instalación de un puente a Yapacaní que ayudó a incrementar su población (cuando se fundó la radio, su población era de 3.000 habitantes). Su emisor cubría un radio de 20 km y fue instalado por misioneros salesianos que vivían en la zona. En 1985 llegó su nuevo equipo de transmisión FM y la radio se afilió con la cadena Erbol. Al mismo tiempo, Radio Ichilo adquirió Cine Avenida (hoy Cine Teatro Don Bosco) usándolo para fines educativos. El 15 de marzo de 1987, la radio recibió nuevos equipos, desde la sede provisoria; la llegada de Arturo Bergamasco en septiembre de 1988 llevó al cambio de los equipos técnicos. La administración también compró equipos para televisión y una antena parabólica, mirando a la creación de una planta televisora.
Las transmisiones televisivas empezaron el 19 de marzo de 1992, cambiando su nombre a RTI. Dicha planta fue construida con el apoyo de misionarios salesianos italianos provenientes de Friuli. En 1993, según un breve perfil de la estación en el TGR de Friulia-Venezia-Giulia, su programación televisiva consistía en noticieros y películas, además de partidos de fútbol, principalmente del Udinese. A partir de 1993, las estaciones tanto de radio como de televisión aumentaron su potencia; siendo que la radio tenía ya un alcance de un radio de 100 km. Sus noticieros radiotelevisivos se consolidaron y en 1995, ambas estaciones emitían programas abarcando temas como género, educación, salud y regormas del estado.
En 2004, con el apoyo de Erbol, se puso en marcha el primer plan estratégico de RTI. Su sede fue atacada el 10 de noviembre de 2019, por apoyantes del MAS, luego de la crisis iniciada tras la dimisión de Evo Morales.

## Programación
Los datos más recientes disponibles son de enero de 2022. La radio inicia sus transmisiones a las 04:55 y cierra a las 21:00. Gran parte de su programación es local, pero también emite contenido de la EWTN y la red Erbol (siendo esta última su afiliación radial). La planta televisora inicia sus transmisiones a las 05:55 y cierra a las 23:00. Aproximadamente mitad de la programación se genera localmente, además de emitir una hora de programas de la EWTN. También emite algunos programas de la red Unitel, siendo los franjeados matutinos La Revista y La Batidora, las dos ediciones de Telepaís y las telenovelas de horario central. Entre Telepaís y las novelas de la noche se emite Buenas Noches, una reflexión católica.